# 腊八粥

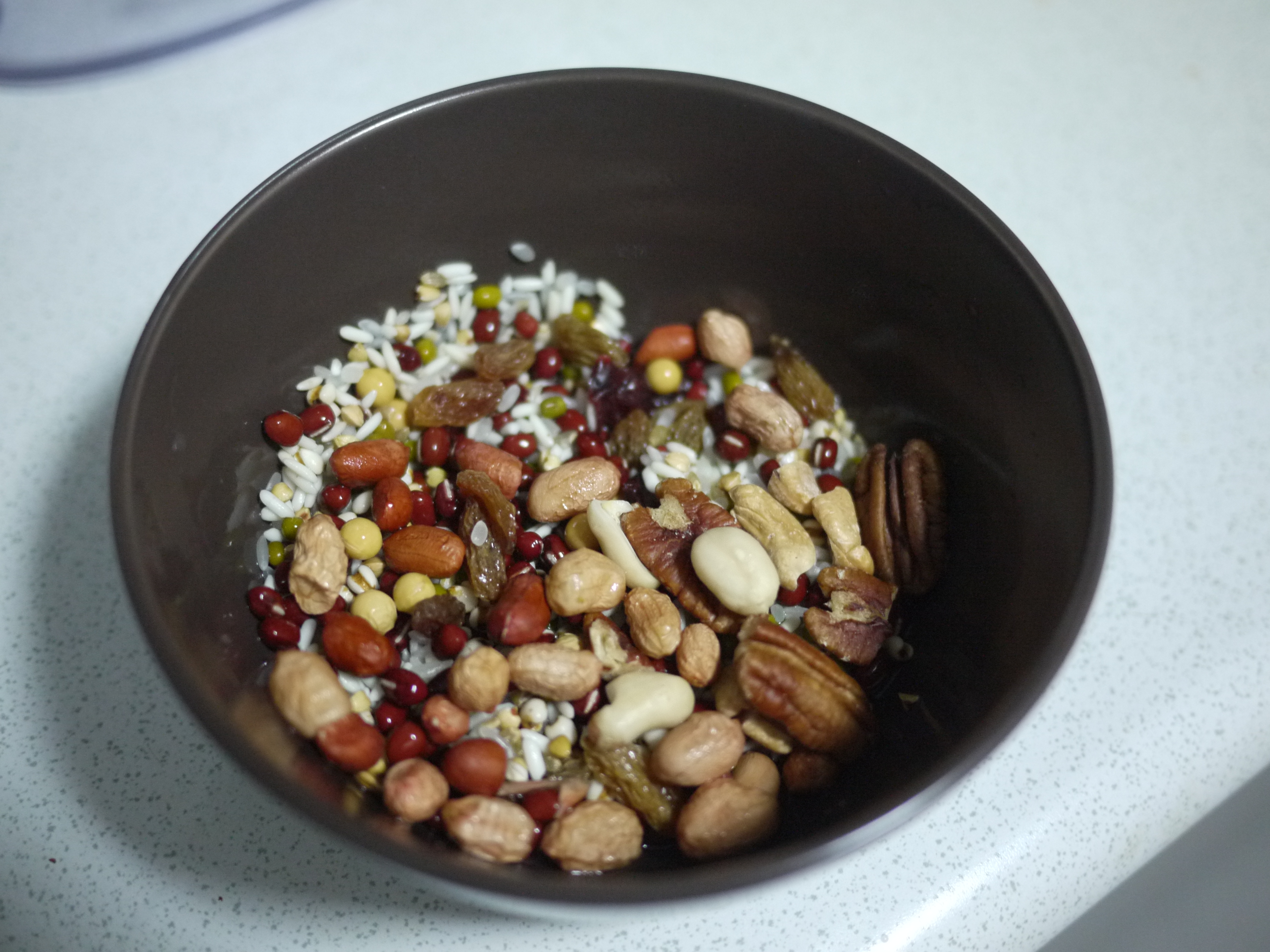
腊八粥材料

腊八粥，又稱佛粥，是一种在腊八节用由多种食材熬制的粥，因應材料不同又有「八寶粥」、「七寶粥」、「五味粥」等名稱。中國民间传说来自天竺。南宋文人周密撰《武林旧事》说：“用胡桃、松子、乳覃、柿、栗之类作粥，谓之腊八粥”。腊八喝腊八粥的习俗主要流传于中国北方，一些大的寺庙也会捨粥施膳。

## 起源
漢地相傳農曆十二月初八這一天是世尊釋迦牟尼佛佛成道日，四大天王從天上來到人間，分別以內裝有八寶飯的金、銀、琉璃、瑪瑙等缽供養世尊，世尊欣然接受後將四缽合而為一。為了紀念佛陀成道，一些佛教寺院會在這天煮粥供佛，並分送十方善信。而這天（農曆十二月初八）習俗上又稱「腊八节」（或稱「法寶節」）。
唐宋盛行臘八食粥的風俗，北宋孟元老著《東京夢華錄》記載：「初八日，街巷中有僧尼三五人，作隊念佛……諸大寺作浴佛會，並送七寶五味粥與門徒，謂之臘八粥。都人是日各家亦以果子雜料煮粥而食也。」南宋吳自牧的《夢梁錄》也說到：「十二月八日，寺院謂之臘八，各寺俱設五味粥，名曰臘八粥，亦名佛粥。」
清朝時，民間百姓準備臘八粥祭祀祖先，分贈親友，以示祝福，又效仿佛門施粥送福，特地送給窮苦人家；吃臘八粥更是宮廷盛事，皇帝、皇后賜文武大臣臘八粥，也發放米果給各大寺院。
舊時，臘月初八吃臘八粥，算是大家萬戶的習俗，甚至主人會爲家裡的雞狗餵上幾勺，花卉果樹枝幹上塗上幾口，認為這樣必能六畜興旺、果實豐收，如童謠裡說道：「臘八粥，臘八飯，小雞吃了就下蛋」。富察敦崇《燕京岁时记·腊八粥》：“腊八粥者，用黄米、白米、江米、小米、菱角米、栗子、红豆、去皮枣泥等，合水煮熟，外用染红桃仁、杏仁、瓜子、花生、榛穰、松子及白糖、红糖、琐琐葡萄，以作点染。”
皇宮的臘八粥用上等奶油、羊肉丁、五穀雜糧，乾果紅棗、桂圓、栗子、花生、菱角、核桃仁、葡萄乾、瓜子仁、金糕、青紅絲等材料。民間用雜米、豆、核桃、榛子、松子、棗、栗之類，盛起後，碗中上鋪乾果色糖。
近代有流传于河北廊坊一带的傳說，讲一好吃懒做的浪荡子貪嫖、好賭，花光了祖辈的遗产，在“腊七腊八，冻掉下巴”的日子，已无大米之炊，只好在几个幾乎空空如也的粮倉下摸出幾粒穀子，煮在一起充饥。腊八清晨，邻居们发现浪荡子已经冻死。为志不忘此事，使悲剧不再重演，乡邻们相约每年在腊八这天以各种杂粮煮粥，逐渐成为习俗。

## 民谣
小孩小孩你别馋，过了腊八就是年。  
腊八粥，过几天， 哩哩啦啦二十三。  
二十三，糖瓜粘， 二十四，扫房子，  
二十五，做豆腐， 二十六，炖猪肉，  
二十七，宰年鸡， 二十八，把麵發，  
二十九，蒸馒头， 三十晚上熬一宿，  

大年初一扭一扭， 除夕的饺子年年有。